# 萬斯山
75°28′S 139°34′W / 75.467°S 139.567°W
萬斯山（英語：Mount Vance）是南極洲的山峰，位於瑪麗伯德地，處於勒馬敘里耶山和麥克羅里山之間，屬於伊克斯山脈的一部分，海拔高度840米，美國地質調查局根據測量和該國海軍的空中照片繪入地圖，現時由南極條約體系管理。